# Man lebt nur Einmal!
Man lebt nur Einmal! (Si vive una volta sola!) op. 167, è un valzer in stile ländler di Johann Strauss (figlio).
Johann Strauss compose questo valzer in occasione di un concerto organizzato dal compositore stesso al caffè Sperl il 19 febbraio 1855, durante il periodo di Carnevale.
Fin da quando fu resa pubblica la scelta del titolo, ispirato ad una citazione di Goethe, sorsero ben più di una perplessità, per la città di Vienna e per i suoi abitanti, infatti, era passato troppo poco tempo da quando l'epidemia di colera, che aveva imperversato nella capitale nel precedente autunno era terminata e, ancora vivo, era il dolore per le vittime mietute dalla malattia.
Cinquantaquattro anni più tardi al valzer di Strauss venne aggiunto un testo scritto da Walter Gericke, e venne cantato nella commedia Man lebt nur Einmal! dal famoso tenore austriaco Alexander Girardi.